# سکوت و فریاد
سکوت و فریاد (مجاری: Csend és kiáltás) یک فیلم درام مجارستانی به کارگردانی میکلوش یانچو محصول سال ۱۹۶۸ است. از بازیگران آن می‌توان به ماریا توروچیک، یوژف ماداراش و زلتان لاتینوویچ اشاره کرد.